# Ängshagen
Ängshagen är en bebyggelse norr om Svanesund på östra Orust i Långelanda socken i Orusts kommun. Från 2015 avgränsar SCB här en småort. 2023 klassades som delad då Ängshagen öst tillkom.  